# Лаптева (Курганская область)
Лаптева — деревня в Кетовском районе Курганской области. Входит в состав Барабинского сельсовета.

## История
До 1917 года входила в состав Утятской волости Курганского уезда Тобольской губернии. По данным на 1926 год состояла из 90 хозяйств. В административном отношении входила в состав Барабинского сельсовета Утятского района Курганского округа Уральской области.

## Население
| 1989 | 2002 | 2010 |
| ---- | ---- | ---- |
| 208  | ↗257 | ↘243 |

По данным переписи 1926 года в деревне проживало 428 человек (178 мужчин и 250 женщин), в том числе: русские составляли 99 % населения.